# Alegoría de la Justicia (Lucas Cranach el Viejo)
La Alegoría de la Justicia es una obra alegórica pintada por Lucas Cranach el Viejo en 1537.
Considerado uno de sus más bellos desnudos, en un plano cercano la joven solo adornada con collares y gargantilla y los cabellos recogidos en una redecilla, rebosa sensual carnalidad, envuelta de pies a cabeza en un velo trasparente, apenas visible por sus sutiles pliegues, permitiendo ver la Verdad desnuda a través de la Justicia.
También inusualmente, no tiene la venda en los ojos, aunque mira con imparcialidad, lo que parece fortalecer la idea de su independencia, pues así no necesita guía que la conduzca. En equilibrio permanecen la empuñadura de la espada que sostiene en alto en su diestra y el fiel de la frágil balanza que sujeta con la izquierda.
Sobre el fondo negro, escritos en finas letras doradas aparecen en la esquina superior derecha el nombre "GERECHTIGKEIT" (en alemán, Justicia) y en la esquina inferior izquierda la fecha "1537" y el emblema del maestro de la serpiente alada, aquí todavía con las alas alzadas. Poco después, en el mismo año, al fallecer su hijo Hans Cranach, fue modificado en señal de luto y desde entonces las muestra bajadas.